# U.S. Route 54
U.S. Route 54 (ou U.S. Highway 54) é uma autoestrada dos Estados Unidos.
Faz a ligação do Oeste para o Este. A U.S. Route 54 foi construída em 1926 e tem 1 197 milhas (1 926 km).

## Principais ligações
Autoestrada 10 em El Paso

 Autoestrada 40 em Santa Rosa

 Autoestrada 135 em Wichita

 US 63 em Jefferson City